# Cosoba
Cosoba is een Roemeense gemeente in het district Giurgiu.
Cosoba telt 2406 inwoners.